# Federazione calcistica della Serbia
La Fudbalski Savez Srbije (acronimo FSS; serbo Фудбалски савез Србије) è la Federazione serba di calcio. Fondata nel 1919, la federazione ha sede a Belgrado e ha preso il posto dapprima della Federazione calcistica della Jugoslavia (serbo  Фудбалски Савез Југославије, traslitterato in Fudbalski Savez Jugoslavije, acronimo FSJ), poi della Federazione calcistica di Serbia e Montenegro (serbo  Фудбалски савез Србије и Црне Горе, traslitterato in Fudbalski Savez Srbije i Crne Gore, acronimo FSSCG).
Le formazioni di club e la nazionale di calcio serbe partecipano alle competizioni continentali della UEFA e la federazione è affiliata alla FIFA.
La stagione del campionato si svolge da agosto a giugno. La prima edizione si è svolta nel 2007, invece la prima edizione del Campionato jugoslavo in cui le formazioni serbe partecipavano durante il periodo jugoslavo fu nel 1923 e ha visto trionfare il Građanski Zagabria.

## Stemmi precedenti

Stemma della Federazione calcistica della Serbia (2007-2011)